# Rapanea dentata
Rapanea dentata là một loài thực vật có hoa trong họ Anh thảo. Loài này được (W.R.B. Oliv.) W.R.B. Oliv. miêu tả khoa học đầu tiên năm 1951.